# Occlusion vasculaire

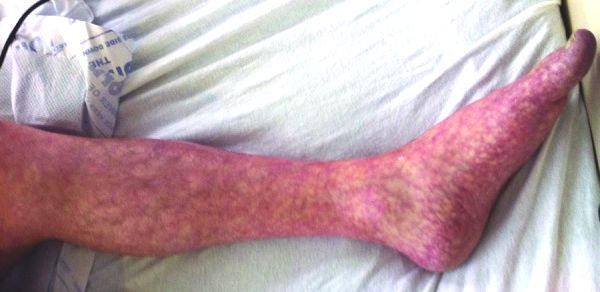
Livedo reticularis consécutif à une occlusion vasculaire par sténose aorto-iliaque infrarénale sévère.

Une occlusion vasculaire est une interruption du flux sanguin dans un vaisseau sanguin, généralement par un caillot (thrombose, thrombose veineuse profonde). Une occlusion peut être médicalement produite pour certaines interventions.
Relativement fréquente, l'occlusion de l'artère centrale de la rétine peut entraîner une perte partielle ou totale de la vision. 
Une occlusion peut souvent être diagnostiquée à l'aide de l'échographie Doppler,.
Certaines procédures médicales, telles que l'embolisation (l'obturation d'un vaisseau), impliquent l'occlusion d'un vaisseau sanguin pour traiter une affection particulière. Cela peut être utile pour réduire la pression sur les anévrismes (vaisseaux sanguins affaiblis) ou pour limiter une hémorragie. Elle peut aussi être utilisée pour réduire l'apport sanguin aux tumeurs ou aux excroissances dans le corps, et donc restreindre leur développement. L'occlusion peut être réalisée à l'aide d'une ligature ; en implantant de petits coils (terme anglais désignant une petite spire de métal utilisée pour permettre l'embolisation) qui stimulent la formation de caillots ; ou, en particulier dans le cas d'anévrismes cérébraux, par clampage (en),.